# Pow-wow

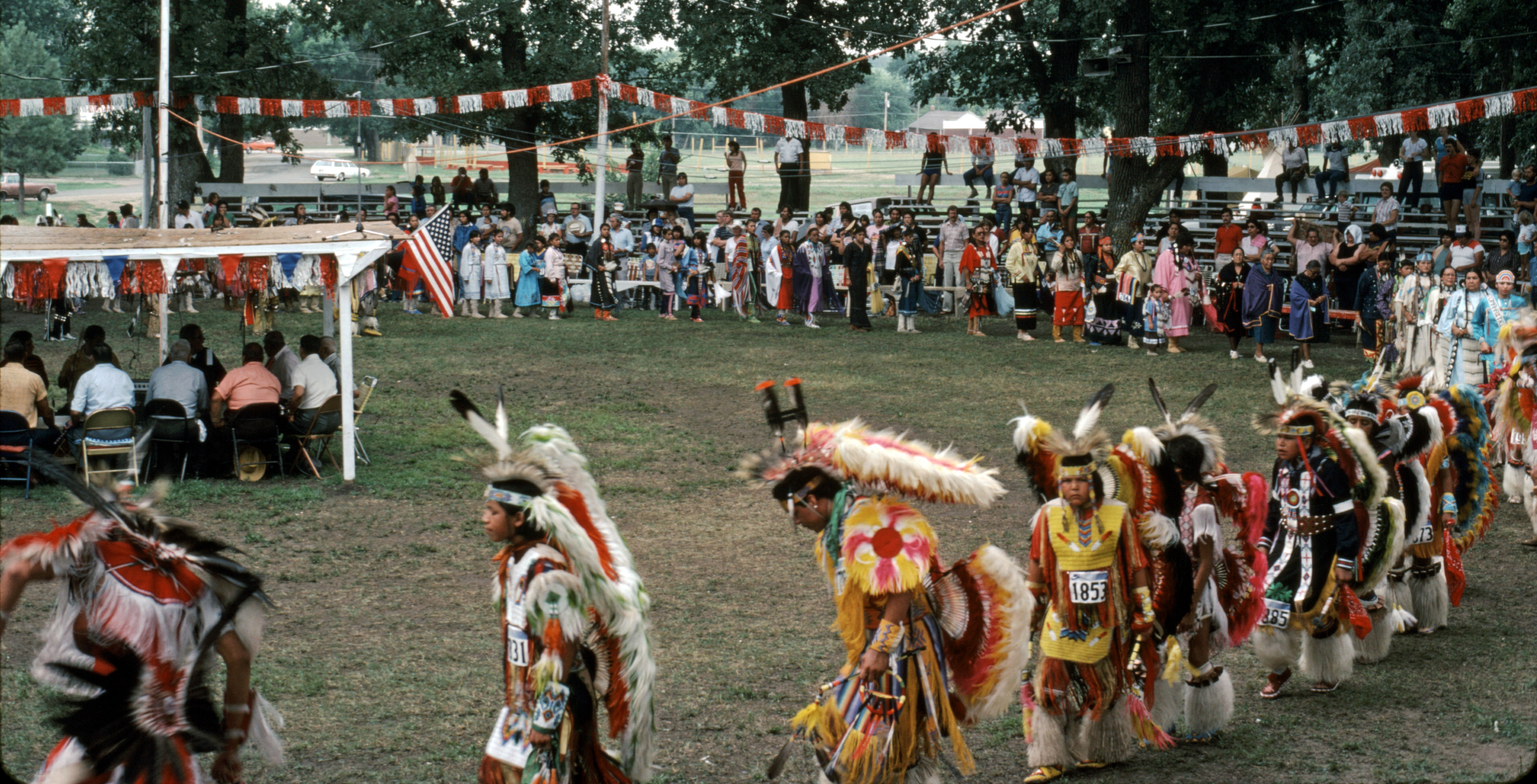
"Grande Entrada", no Pow-wow dos Omaha, Estados Unidos, em 1983.

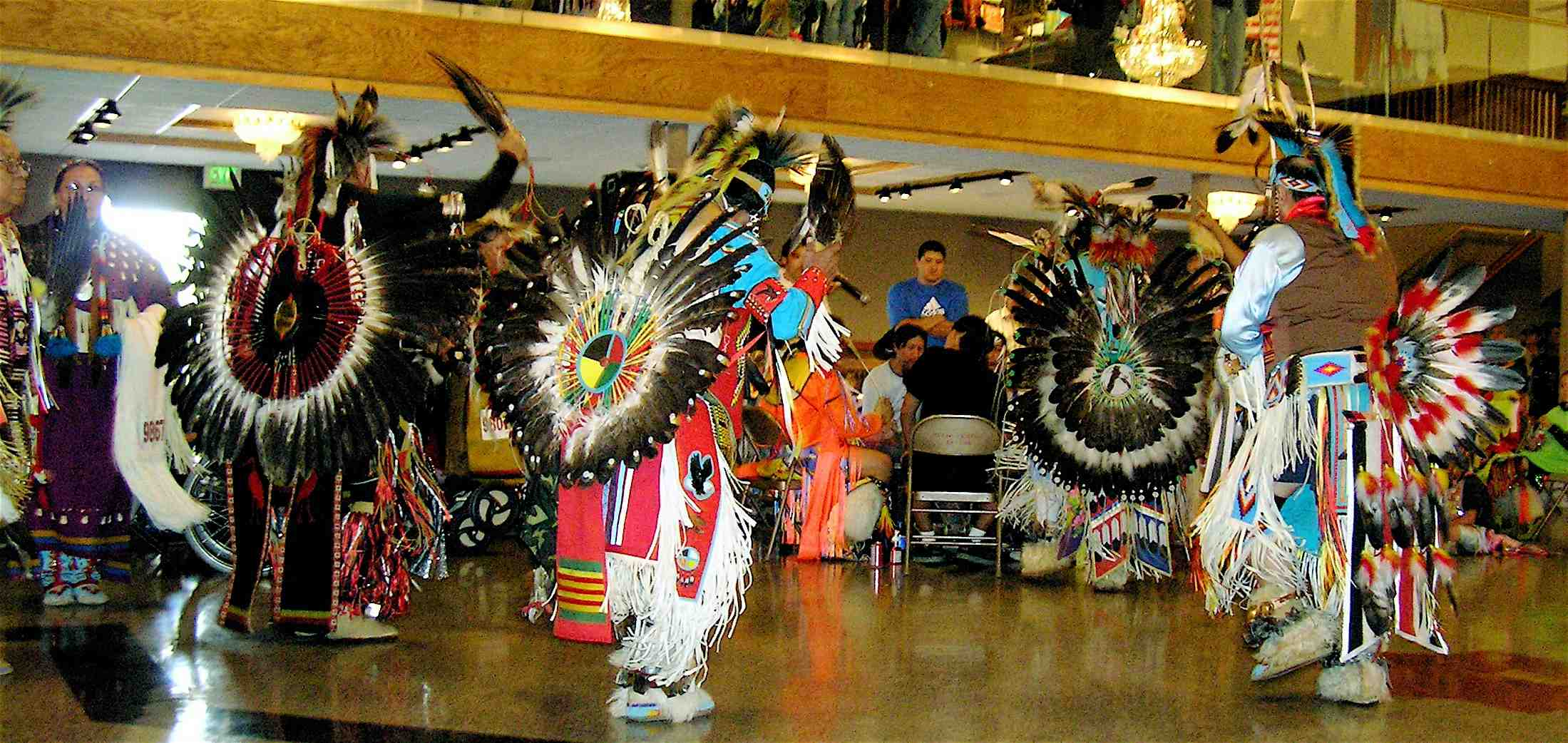
Dançarinos tradicionais, Montana (Estados Unidos), 2007.

Um pow-wow (também grafado powwow, pow wow ou pau wau) é uma reunião dos povos nativos da América do Norte. O termo vem da palavra powwaw, que significa "líder espiritual" no idioma dos índios narragansett.
Hoje em dia, um pow-wow é um tipo específico de evento no qual indígenas e não-indígenas se encontram para dançar, cantar, socializar e homenagear a cultura dos povos indígenas norte-americanos. Geralmente há uma competição de dança, quase sempre com a entrega de prêmio significantes em dinheiro aos vencedores. A duração dos pow-wows podem variar de 5 ou 6 horas até três dias seguidos. Os principais pow-wows, ou aqueles convocados para ocasiões especiais, chegam a durar até uma semana.
O termo também é utilizado para descrever qualquer reunião de indígenas de qualquer tribo, e é utilizado frequentemente em filmes do gênero Western, e passou a ser utilizado em inglês, por derivação, para qualquer reunião de pessoas importantes, como oficiais militares.

## Organização

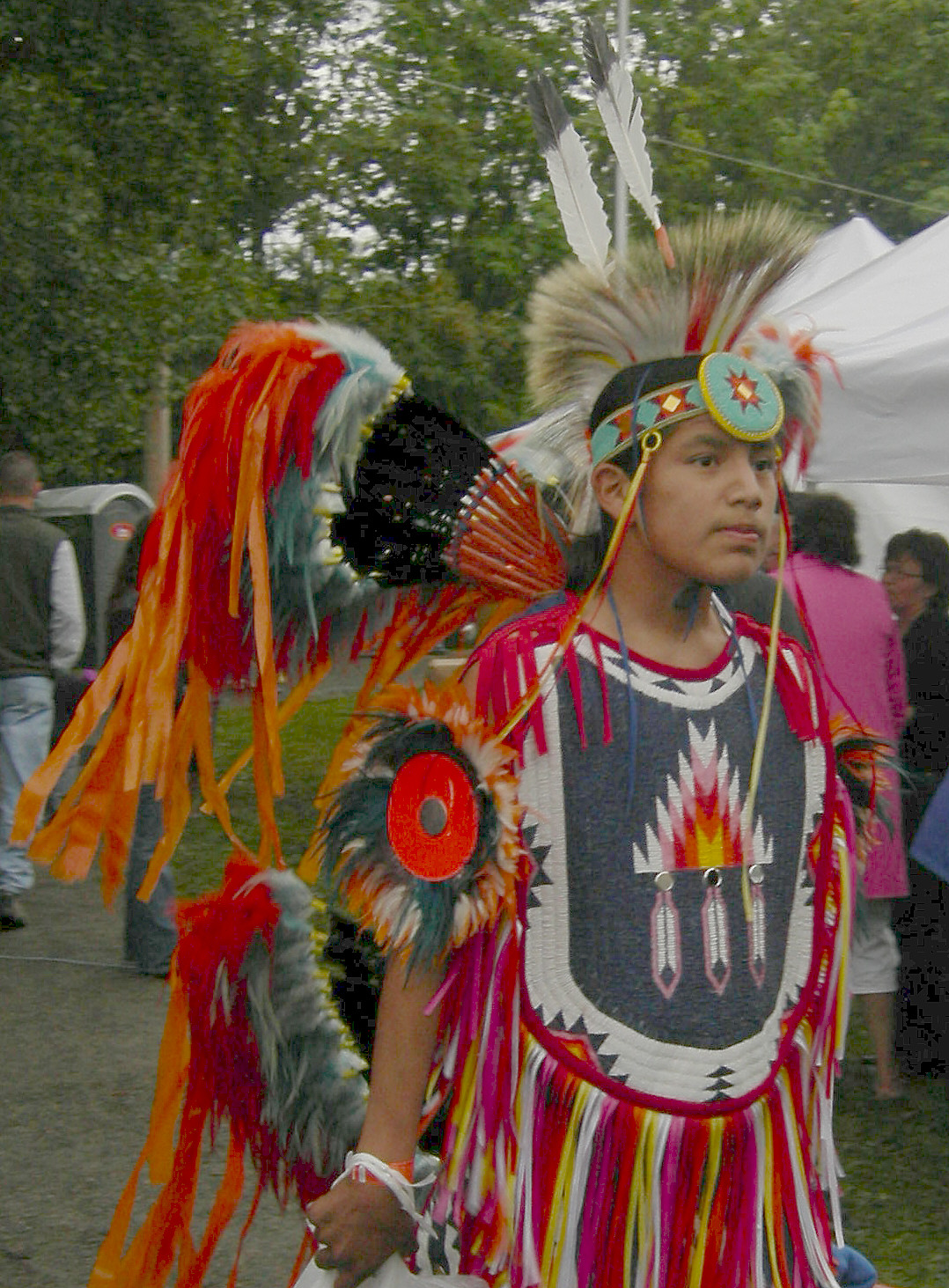
Dançarino na cidade norte-americana de Seattle, 2007.

O planejamento para um pow-wow começa geralmente meses, por vezes até mesmo um ano, antes do evento, por um grupo de pessoas geralmente chamado de "comitê de pow-wow". Os pow-wows podem ser patrocinados por uma organização tribal, ou por uma comunidade de índios norte-americanos de uma determinada área urbana, um programa de estúdios indígenas ou um clube de índigenas, ou até mesmo por universidades, faculdades, estabelecimentos comerciais ou organizações que possam fornecer fundos, seguros e trabalhadores voluntários.

### Comitê de pow-wow
O comitê de pow-wow (Pow-wow committee) consiste de um número de indivíduos responsáveis por todo o planejamento antes do evento. Se um pow-wow tiver um patrocinador, tal como uma tribo, entidade de ensino ou organização, muitos ou todos os membros do comitê pertencerão àquele grupo. O comitê é responsável pelo recrutamento e contratação de toda a equipe de administração, pela divulgação do pow-wow, pela obtenção do local onde ele será realizado, e pelo recrutamento de vendedores que paguem pelo direito de montar e vender comidas e mercadorias durante o pow-wow.

### Equipe

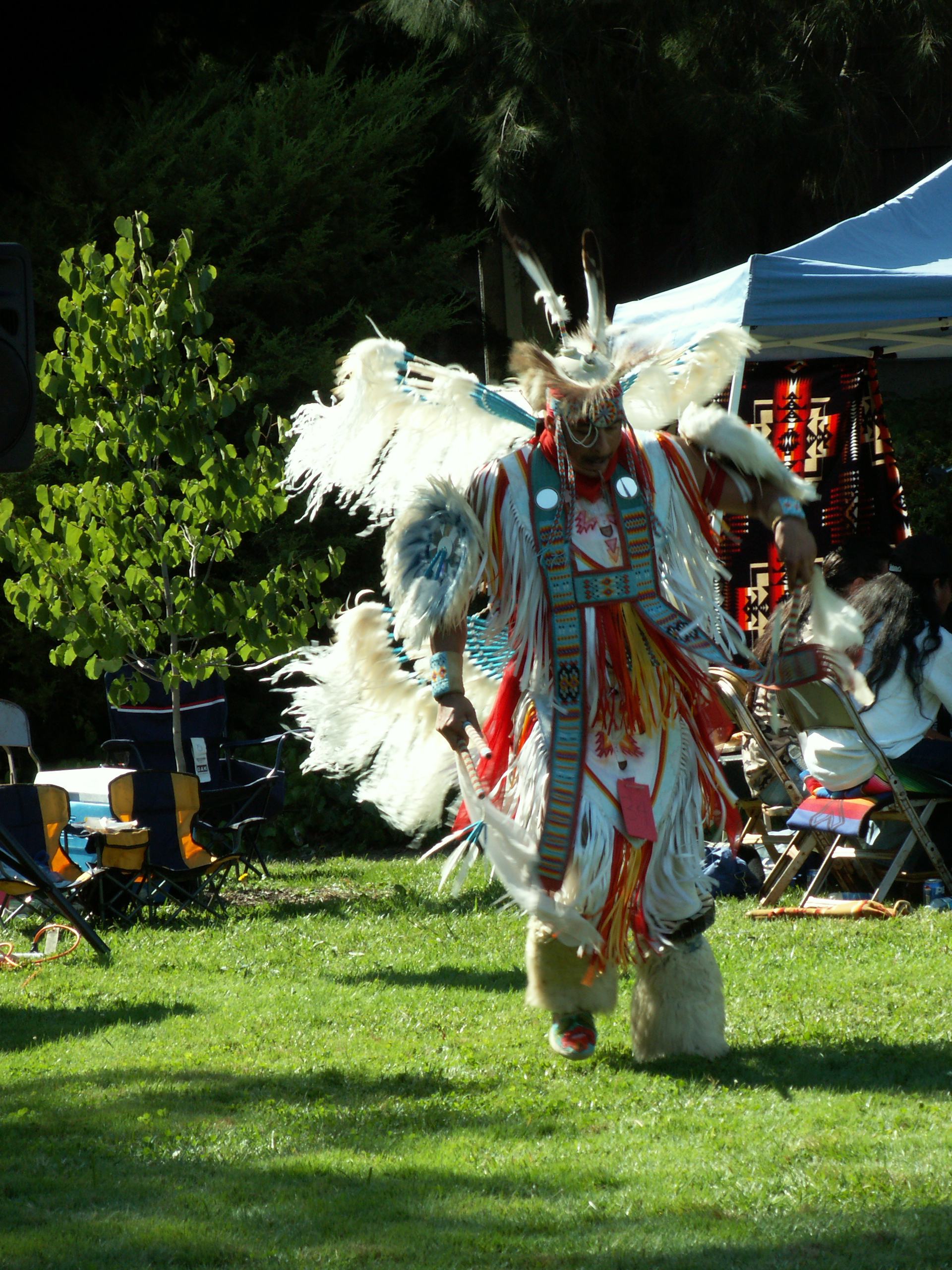
Um Fancy Dancer no estilo das Planícies do Norte, Califórnia, 2005.

A equipe de administração (Head staff) do pow-wow são as pessoas que gerem o evento no dia ou dias em que ele ocorre. Geralmente são contratados pelo comitê do pow-wow com diversos meses de antecedência, já que a qualidade do trabalho da equipe pode ter impacto direto na presença do público. Ser escolhido como parte da equipe administrativa é uma honra, e mostra respeito pelas habilidades ou dedicação da pessoa.

#### Diretor de arena
O diretor de arena (Arena director) é a autoridade responsável durante o pow-wow. Por vezes o diretor de arena é designado como o whip man ("homem do chicote"); outras vezes o whip man é o assistente do diretor de arena. O diretor de arena certifica-se de que os dançarinos estão em seu lugar durante o pow-wow, e que os tambores sabem que tipo de canção devem tocar. Se existirem competições o diretor de arena é o responsável final pela contratação dos juízes, embra ele possa ter um assistente que se encarrega de ser o juiz principal. O diretor de arena também é responsável pela organização das cerimônias que possam ser executadas durante o pow-wow, como quando a pena de uma águia é derrubada, e assim por diante. Uma das principais funções do diretor de arena é assegurar-se que a arena de dança esteja sendo tratada com o devido respeito pelos visitantes do pow-wow.